# Claas Hugo Humbert
Claas Hugo Humbert (Ditzum, 5 de agosto de 1830-Bielefeld, 26 de mayo de 1904) romanista francoalemán, arduo defensor en Alemania de Molière y Victor Hugo.

## Biografía
La familia Humbert, originaria de Picardía se estableció en Frisia oriental en la época de Napoleón I cuando Frisia era parte del Imperio francés. Al caer Napoleón, el padre Hugues Humbert, casado con una frisona de una antigua familia local, se quedó en Frisia, que formaría parte del Reino de Hanóver y después de Prusia.
Claas Humbert recibió una educación políglota; hablaba y leía alemán, francés, neerlandés, inglés, castellano, latín, griego y hebreo. Después de asistir a una escuela de La Capelle (donde vivía su abuela) y de Ditzum, estudió en Berlín, Bonn, Gotinga y Jena y fue profesor de lenguas orientales en Frisia oriental (1854-55) y Westfalia (1856-1899).
En 1862, comenzó a escribir artículos sobre la historia y la literatura francesas e inglesas. El puesto de profesor en un « Gymnasium » de Bielefeld (a partir de 1866) le dio la ocasión de desarrollar sus discursos académicos sobre Molière. Entre 1869 y 1883 publicó sus tres libros más importantes sobre Molière, Cervantes y Shakespeare (Molière, Shakespeare und die deutsche Kritik, etc.), acompañados de artículos de romanistas  franceses y alemanes. En Alemania, concentró sus discursos en la idea de una « alma » germánica (creadora de « cultura »), que no podía apreciar al « alma » romana (solo conocedora de la « civilización »). Humbert combatía una cierta ideologización entre Francia y Alemania y probó citando críticas de Molière y otros escritores que no había base histórica para esa hipótesis. Victor Hugo le escribió en una carta en 1878 : « Francia y Alemania se hicieron para amarse ».